# Carro con buey blanco y rojo
Carro con buey rojo y blanco es una pintura al óleo creada en 1884 por Vincent van Gogh. Se encuentra en el Museo Kröller-Müller en  Otterlo, Países Bajos y puede haber sido hecha poco antes o después que Carro con buey negro, que muestra una paleta más oscura y tono inquietante. Van Gogh pintó ambas obras cuatro años antes de dejar los Países Bajos y trasladarse al sur de Francia.